# ویکی‌پدیای لوکزامبورگی
ویکی‌پدیای لوکزامبورگی نسخهٔ لوکزامبورگی‌زبان وب‌گاه ویکی‌پدیا است که تا ۳۱ مارس ۲۰۱۶ دارای ۴۵٫۵۳۵ نوشتار به این زبان بود.
این دانشنامه تا ۱۵ سپتامبر ۲۰۱۱ با بیش از ۳۳٬۷۰۰ مقاله در رتبه شصت‌وهفتم ویکی‌پدیاها قرار دارد.